# Mandasuchus
|  | Dieser Artikel wurde aufgrund von formalen oder inhaltlichen Mängeln in der Qualitätssicherung Biologie im Abschnitt „Paläontologie“ zur Verbesserung eingetragen. Dies geschieht, um die Qualität der Biologie-Artikel auf ein akzeptables Niveau zu bringen. Bitte hilf mit, diesen Artikel zu verbessern! Artikel, die nicht signifikant verbessert werden, können gegebenenfalls gelöscht werden. Lies dazu auch die näheren Informationen in den Mindestanforderungen an Biologie-Artikel. Begründung: Vollprogramm |

Mandasuchus ist eine ausgestorbene Gattung diapsider Reptilien (Diapsida) innerhalb der Paracrocodylomorpha. Die einzige bekannte Art der bislang monotypischen Gattung ist Mandasuchus tanyauchrn aus den mitteltriassischen Manda-Schichten des Ruhuhu-Beckens im Südwesten Tansanias.